# 不可靠实体清单
不可靠实体清单（英語：Unreliable Entity List）是中华人民共和国商务部于2019年5月31日宣布的制度，具體規定於2020年9月19日正式發佈。中国商务部指，对不遵守市场规则，背离契约精神，出于非商业目的对中国企业实施封锁或断供，严重损害中国企业正当权益的外国企业组织或个人，将列入该清单。被列入清单的個人及實體會被罰款及限制來往。

## 背景
美国总统唐纳德·特朗普在2016年上台後，便多次批評中美雙邊貿易關係，認為美國正遭受來自中國的「不公平的贸易行为」影響，宣称“中国偷竊美国知识产权和商业秘密”。其後特朗普於2018年3月22日签署备忘录，要求美国贸易代表根据美國國內法1974年贸易法第301条，宣佈对从中国进口的600億美元商品加稅，中美貿易戰打響。中国商务部及国务院关税税则委员会隨即作出反制措施，對多種美國貨物開徵同等數量的报复性關稅。其後即使雙方進入谈判，但貿易戰仍多次升級，並把「貿易戰」擴散到科技行業上。2019年5月16日，美国总统特朗普签署行政命令宣布美國进入国家紧急状态，允许美国禁止“外国对手”拥有或掌控的公司提供电信设备和服务。美国商务部宣布将华为及其70家子公司列入出口管制实体名单之列，命令未经批准的美国公司不得销售产品和技术给华为公司，造成中方的強烈反彈。其實多間芯片及科技公司因為美國的出口管制禁令，停止向华为及其子公司出口芯片及技術授權，嚴重重創华为在海外的智能手机业务。华为消费者业务总裁余承东表示开始B计划，建立自行建立的备用系统。5月24日，华为指美国联邦快递将其从日本寄往华为中国地址的两个包裹转运至美国，并试图转运另外两个由越南寄往华为其他亚洲办公室的包裹，均未经授权，認為是美國在政治上的打壓。华为公司就此问题向中国邮政监管部门投诉，并称将重新审视与联邦快递的关系。
2019年5月31日，中国商务部发言人表示，根据相关法律法规，中国将建立不可靠实体清单制度，对不遵守市场规则、背离契约精神、出于非商业目的对中国企业实施封锁或断供、严重损害中国企业正当权益的外国企业、组织或个人，将列入不可靠实体清单。6月1日，中国政府宣布，由于美国联邦快递未经许可将华为公司由日本寄往中国的邮件转寄美国检查，违反中国快递业有关法规，中国国家有关部门决定对联邦快递立案调查。联邦快递被認為很大機會會被列入中国的「不可靠实体清单」。汇丰银行因曾主动配合美国政府对华为的调查，導致孟晚舟在加拿大机场被捕，因此也有可能被中国政府列入“不可靠实体清单”
2019年6月8日，据美国《纽约时报》报道，中国国家发改委与微软、戴尔、三星、SK海力士等美英韩科技公司召开会议，中国商务部和工信部的代表同时出席。《纽约时报》引述消息人士话说，中国政府代表在会上明确警告说，如果有公司想把生产线从中国撤走、超越了标准的安全分散的目的，或者参与执行美国政府对华禁令，就可能被列入不可靠实体清单，并遭到处罚。
2020年9月19日，中國正式發佈《不可靠实体清单规定》，对列入不可靠实体清单的外国实体，可视情况限制或禁止其从事与中国有关的进出口活动，限制或者禁止其在中国境内投资等。

## 內容
中国商务部的规定指出，为了维护国家主权、安全、发展利益，维护公平、自由的国际经贸秩序，保护中国企业、其他组织或者个人的合法权益，根据《中华人民共和国对外贸易法》、《中华人民共和国国家安全法》等有关法律，制定《不可靠实体清单规定》。中國將建立中央国家机关有关部门参加的工作机制，负责不可靠实体清单制度的组织实施，决定是否对有关外国实体的行为进行调查。被列入不可靠实体清单的外国实体，可根据实际情况，决定采取下列一项或者多项处理措施： 
（一）限制或者禁止其从事与中国有关的进出口活动； 
（二）限制或者禁止其在中国境内投资； 
（三）限制或者禁止其相关人员、交通运输工具等入境； 
（四）限制或者取消其相关人员在中国境内工作许可、停留或者居留资格； 
（五）根据情节轻重给予相应数额的罚款； 
（六）其他必要的措施。

### 列入条件
根據中华人民共和国商务部發出的中华人民共和国商务部令二〇二〇年第4号列明，中华人民共和国政府在决定是否将某个实体列入“不可靠实体清单”时，会综合考虑以下因素：
1. 该实体行为是否基于非商业目的，违背市场规则、契约精神及国际通行经贸规则
2. 该实体是否存在针对中国实体实施封锁、断供或其他歧视性措施的行为
3. 该实体行为是否基于非商业目的，违背市场规则、契约精神及国际通行经贸规则
4. 该实体行为是否对中国企业、其他组织或者个人合法权益造成实质损害
5. 该实体是否对中国国家主权、安全、发展利益造成危害或潜在威胁
6. 另外其他应当考虑的因素

### 施行情况
截至2025年4月9日，共有55家实体（均为美国）列入不可靠实体清单，其中正在实施制裁的实体有38家。除2家因第二届特朗普政府对中国加征关税而被反制外，其余均因美国对台军售被制裁。
2025年5月14日起，根据中美经贸高层会谈所达成的共识，商务部决定暂停4月4日公告（不可靠实体清单工作机制〔2025〕7号）相关制裁措施90天，暂停4月9日公告（不可靠实体清单工作机制〔2025〕8号）相关制裁措施。2025年8月12日起，继续暂停4月4日公告相关措施90天，停止4月9日公告（不可靠实体清单工作机制〔2025〕8号）相关措施。
| 日期          | 国家和地区 | 实体                                                                                  | 制裁措施 | 制裁措施   | 制裁措施 | 制裁措施 | 参考资料      |
| 日期          | 国家和地区 | 实体                                                                                  | 禁止入境 | 禁止进出口 | 禁止投资 | 其他措施 | 参考资料      |
| ------------- | ---------- | ------------------------------------------------------------------------------------- | -------- | ---------- | -------- | --- | ------------- |
| 2023年2月16日 | 美国       | 洛克希德·马丁公司 Lockheed Martin Corporation                                         | 是       | 是         | 是       | 自公告发布起15日内，按对台军售合同金额的两倍处以罚款，逾期不履行将依法采取加处罚款等措施。 2024年5月20日对规避清单规定，将中国出口的两用货品转售给该两家的凯普拉格斯公司（Caplugs）提示风险。 2025年1月2日被列入出口管制管控名单 | [ 32 ] [ 33 ] |
| 2023年2月16日 | 美国       | 雷神导弹与防务公司 Raytheon Missiles & Defense                                        | 是       | 是         | 是       | 自公告发布起15日内，按对台军售合同金额的两倍处以罚款，逾期不履行将依法采取加处罚款等措施。 2024年5月20日对规避清单规定，将中国出口的两用货品转售给该两家的凯普拉格斯公司（Caplugs）提示风险。 2025年1月2日被列入出口管制管控名单 | [ 32 ] [ 33 ] |
| 2024年5月20日 | 美国       | 通用原子航空系统有限公司 General Atomics Aeronautical Systems                         | 是       | 是         | 是       | 2025年3月4日被列入出口管制管控名单 | [ 32 ] [ 33 ] |
| 2024年5月20日 | 美国       | 通用动力陆地系统 General Dynamics Land Systems                                        | 是       | 是         | 是       | 2025年3月4日被列入出口管制管控名单（此前1月2日其母公司通用动力（General Dynamics）也被列入） | [ 32 ] [ 33 ] |
| 2024年5月20日 | 美国       | 波音國防太空安全 Boeing Defense, Space & Security                                     | 是       | 是         | 是       | 自公告发布起15日内，按对台军售合同金额的两倍处以罚款，逾期不履行将依法采取加处罚款等措施。 2025年1月2日被列入出口管制管控名单 | [ 32 ] [ 33 ] |
| 2025年1月2日  | 美国       | 通用动力信息技术公司 General Dynamics Information Technology                          | 是       | 是         | 是       | 与其母公司通用动力（General Dynamics）同时被列入出口管制管控名单 | [ 34 ]        |
| 2025年1月2日  | 美国       | 通用动力任务系统公司 General Dynamics Mission Systems                                 | 是       | 是         | 是       | 与其母公司通用动力（General Dynamics）同时被列入出口管制管控名单 | [ 34 ]        |
| 2025年1月2日  | 美国       | 通用动力军械与战术系统公司 General Dynamics Ordnance and Tactical Systems             | 是       | 是         | 是       | 与其母公司通用动力（General Dynamics）同时被列入出口管制管控名单 | [ 34 ]        |
| 2025年1月2日  | 美国       | 洛克希德·马丁先进技术实验室 Lockheed Martin Advanced Technology Laboratory            | 是       | 是         | 是       | 同时被列入出口管制管控名单 | [ 34 ]        |
| 2025年1月2日  | 美国       | 洛克希德·马丁航空公司 Lockheed Martin Aeronautics                                     | 是       | 是         | 是       | 同时被列入出口管制管控名单 | [ 34 ]        |
| 2025年1月2日  | 美国       | 洛克希德·马丁导弹与火控公司 Lockheed Martin Missiles and Fire Control                 | 是       | 是         | 是       | 同时被列入出口管制管控名单 | [ 34 ]        |
| 2025年1月2日  | 美国       | 洛克希德·马丁导弹系统集成实验室 Lockheed Martin Missile System Integration Laboratory | 是       | 是         | 是       | 同时被列入出口管制管控名单 | [ 34 ]        |
| 2025年1月2日  | 美国       | 洛克希德·马丁风险投资公司 Lockheed Martin Ventures                                    | 是       | 是         | 是       | 同时被列入出口管制管控名单 | [ 34 ]        |
| 2025年1月2日  | 美国       | 标枪合资公司 Raytheon/Lockheed Martin Javelin Joint Venture                           | 是       | 是         | 是       | 同时被列入出口管制管控名单 | [ 34 ]        |
| 2025年1月2日  | 美国       | 雷神导弹系统公司 Raytheon Missile Systems                                             | 是       | 是         | 是       | 同时被列入出口管制管控名单 | [ 34 ]        |
| 2025年1月14日 | 美国       | 海岸间电子公司 Inter-Coastal Electronics                                              | 是       | 是         | 是       | 此前1月2日被列入出口管制管控名单 | [ 35 ]        |
| 2025年1月14日 | 美国       | 系统研究与模拟公司 System Studies & Simulation                                        | 是       | 是         | 是       | 此前1月2日被列入出口管制管控名单 | [ 35 ]        |
| 2025年1月14日 | 美国       | 铁山解决方案公司 IronMountain Solutions                                               | 是       | 是         | 是       | 此前1月2日被列入出口管制管控名单 | [ 35 ]        |
| 2025年1月14日 | 美国       | 应用技术集团 Applied Technologies Group                                               | 是       | 是         | 是       | 此前1月2日被列入出口管制管控名单 | [ 35 ]        |
| 2025年1月14日 | 美国       | 阿克西恩特公司 Axient                                                                 | 是       | 是         | 是       | 此前1月2日被列入出口管制管控名单 | [ 35 ]        |
| 2025年1月14日 | 美国       | 安杜里尔公司 Anduril Industries                                                       | 是       | 是         | 是       | 此前1月2日被列入出口管制管控名单 | [ 35 ]        |
| 2025年1月14日 | 美国       | 海上战术系统公司 Maritime Tactical Systems                                            | 是       | 是         | 是       | 此前1月2日被列入出口管制管控名单 | [ 35 ]        |
| 2025年1月15日 | 美国       | Aevex航天公司 AEVEX Aerospace                                                         | 是       | 是         | 是       | 此前1月2日被列入出口管制管控名单 | [ 36 ]        |
| 2025年1月15日 | 美国       | LKD 航天公司 LKD Aerospace                                                            | 是       | 是         | 是       | 此前1月2日被列入出口管制管控名单 | [ 36 ]        |
| 2025年1月15日 | 美国       | 环太平洋防务公司 Pacific Rim Defense                                                  | 是       | 是         | 是       | 此前1月2日被列入出口管制管控名单 | [ 36 ]        |
| 2025年1月15日 | 美国       | 顶峰科技公司 Summit Technologies Inc.                                                 | 是       | 是         | 是       | 此前1月2日被列入出口管制管控名单 | [ 36 ]        |
| 2025年2月4日  | 美国       | PVH集团 PVH Corp.                                                                     | 是       | 是         | 是       | | [ 29 ]        |
| 2025年2月4日  | 美国       | 因美纳公司 Illumina, Inc.                                                             | 是       | 是         | 是       | 同年3月4日明确禁止向中国出口基因测序仪。 | [ 29 ]        |
| 2025年3月4日  | 美国       | 特科姆公司 TCOM,Limited Partnership                                                   | 是       | 是         | 是       | 4月4日被列入出口管制管控名单 | [ 38 ]        |
| 2025年3月4日  | 美国       | 摇杆舵公司 Stick Rudder Enterprises LLC                                               | 是       | 是         | 是       | 4月4日被列入出口管制管控名单 | [ 38 ]        |
| 2025年3月4日  | 美国       | 特励达·布朗工程公司 Teledyne Brown Engineering, Inc.                                  | 是       | 是         | 是       | 4月9日被列入出口管制管控名单 | [ 38 ]        |
| 2025年3月4日  | 美国       | 亨廷顿·英格尔斯工业公司 Huntington Ingalls Industries Inc.                            | 是       | 是         | 是       | | [ 38 ]        |
| 2025年3月4日  | 美国       | S3航空防务公司 S3 AeroDefense                                                         | 是       | 是         | 是       | 4月4日被列入出口管制管控名单 | [ 38 ]        |
| 2025年3月4日  | 美国       | 立方公司 Cubic Corporation                                                            | 是       | 是         | 是       | 4月4日被列入出口管制管控名单 | [ 38 ]        |
| 2025年3月4日  | 美国       | 文本矿公司 TextOre                                                                    | 是       | 是         | 是       | 4月4日被列入出口管制管控名单 | [ 38 ]        |
| 2025年3月4日  | 美国       | ACT1联邦公司 ACT1 Federal                                                             | 是       | 是         | 是       | 4月4日被列入出口管制管控名单 | [ 38 ]        |
| 2025年3月4日  | 美国       | 埃克索维拉公司 Exovera                                                                | 是       | 是         | 是       | 4月9日被列入出口管制管控名单 | [ 38 ]        |
| 2025年3月4日  | 美国       | 扁平地球管理公司 Planate Management Group                                             | 是       | 是         | 是       | | [ 38 ]        |
| 2025年4月4日  | 美国       | 斯凯迪奥公司 Skydio Inc.                                                              | 是       | 是         | 是       | 此前3月4日被列入出口管制管控名单 | [ 39 ]        |
| 2025年4月4日  | 美国       | BRINC无人机公司 BRINC Drones, Inc.                                                    | 是       | 是         | 是       | 4月9日被列入出口管制管控名单 | [ 39 ]        |
| 2025年4月4日  | 美国       | 红色六方案公司 Red Six Solutions                                                      | 是       | 是         | 是       | 此前3月4日被列入出口管制管控名单 | [ 39 ]        |
| 2025年4月4日  | 美国       | 赛尼克斯公司 SYNEXXUS, Inc.                                                           | 是       | 是         | 是       | 4月9日被列入出口管制管控名单 | [ 39 ]        |
| 2025年4月4日  | 美国       | 火风暴实验室公司 Firestorm Labs, Inc.                                                 | 是       | 是         | 是       | 4月9日被列入出口管制管控名单 | [ 39 ]        |
| 2025年4月4日  | 美国       | 奎托斯无人机系统公司 Kratos Unmanned Aerial Systems,Inc.                              | 是       | 是         | 是       | 4月9日被列入出口管制管控名单 | [ 39 ]        |
| 2025年4月4日  | 美国       | 浩劫人工智能公司 HavocAI                                                              | 是       | 是         | 是       | 此前3月4日被列入出口管制管控名单 | [ 39 ]        |
| 2025年4月4日  | 美国       | 尼罗斯科技公司 Neros Technologies                                                     | 是       | 是         | 是       | 此前3月4日被列入出口管制管控名单 | [ 39 ]        |
| 2025年4月4日  | 美国       | 多莫战术通信公司 Domo Tactical Communications                                         | 是       | 是         | 是       | 4月9日被列入出口管制管控名单 | [ 39 ]        |
| 2025年4月4日  | 美国       | 急速飞行公司 Rapid Flight LLC                                                         | 是       | 是         | 是       | 此前3月4日被列入出口管制管控名单 | [ 39 ]        |
| 2025年4月4日  | 美国       | 英斯图公司 Insitu, Inc.                                                               | 是       | 是         | 是       | 4月9日被列入出口管制管控名单 | [ 39 ]        |
| 2025年4月9日  | 美国       | 护盾人工智能公司 Shield AI,Inc.                                                       | 是       | 是         | 是       | 此前3月4日被列入出口管制管控名单 | [ 40 ]        |
| 2025年4月9日  | 美国       | 内华达山脉公司 Sierra Nevada Corporation                                              | 是       | 是         | 是       | 此前4月4日被列入出口管制管控名单 | [ 40 ]        |
| 2025年4月9日  | 美国       | 赛博勒克斯公司 Cyberlux Corporation                                                   | 是       | 是         | 是       | 此前4月4日被列入出口管制管控名单 | [ 40 ]        |
| 2025年4月9日  | 美国       | 边缘自治运营公司 Edge Autonomy Operations LLC                                         | 是       | 是         | 是       | 此前4月4日被列入出口管制管控名单 | [ 40 ]        |
| 2025年4月9日  | 美国       | Group W公司 Group W                                                                   | 是       | 是         | 是       | 此前3月4日被列入出口管制管控名单 | [ 40 ]        |
| 2025年4月9日  | 美国       | 哈德森技术公司 Hudson Technologies Co.                                                | 是       | 是         | 是       | 此前4月4日被列入出口管制管控名单 | [ 40 ]        |